# European Network and Information Security Agency
European Network and Information Security Agency (ENISA), er en organisation i EU, som blev oprettet i 2004, i henhold til EUs regelsæt nr. 460/ 2004.
Organisationen har for nuværende, 2009, hovedkontor i Heraklion på Kreta, Grækenland.
ENISAs formål og arbejdsområde er forbedring og udvikling af netværk- og informationssikkerhed i EU, til gavn for unionens borgere, forbrugere og offentlige myndigheder samt bidrage til gnidningsfri funktioner parterne imellem.
ENISA assisterer Europa-Kommissionen, unionens medlemslande, virksomheder, konsultativt i fortolkning af opstillede regler og krav, inklusive nuværende og fremtidige regelsæt med relation til sikkerhed i angivne arbejdsområder.

## Ekstern henvisning
- European Network and Information Security Agencys hjemmeside (engelsk) Arkiveret 14. oktober 2009 hos  Wayback Machine